# أبالوزا
أبالوزا (Appaloosa) هي سلالة من سلالات الخيول التي تشتهر بشدة بلون جلد غطاء معقد النمر المنقط الملون. وهناك مجموعة كبيرة من أنواع الأجسام في السلالة، تنبع من تأثير العديد من سلالات الخيول على مدار تاريخها. وينجم النمط اللوني لكل حصان من هذه الخيول بشكل جيني من الأنماط المنقطة المتنوعة الموجودة على واحدة من ألوان الغطاء الأساسية الشهيرة المتعددة. ويعد النمط اللوني لخيول أبالوزا هامًا للغاية لأولئك الذين يدرسون جينات ألوان غطاء الخيول، حيث أن هذه السمة وغيرها من السمات المادية المتعددة الأخرى ترتبط بتطور معقد النمر (LP). وخيول أبالوزا عرضة للإصابة التهاب القزحية المتكرر لدى الخيول والعمى الليلي الثابت الخلقي، حيث ارتبط الأخير بمعقد النمر.
وقد ظهرت الرسوم التي توضح الخيول المنقطة مثل الخيول في عصور ما قبل التاريخ في اللوحات الموجودة في الكهوف. وقد ظهر تدجين الخيول ذات الأنماط المنقطة المشابهة للنمر من اليونان القديمة وحتى فترة العصر الحديث المبكر، وقد قام شعب نيز بيرس (Nez Perce) التي كانت تحل محل منطقة شمال غرب المحيط الهادي بتطوير السلالة الأمريكية الأصلية. وقد كان يطلق على خيول أبالوزا من قبل المستوطنين اسم «خيول بالوز»، ربما نسبة إلى اسم نهر بالوز (Palouse)، الذي كان يمر عبر قلب دولة نير بيرس. وبشكل تدريجي، تحول الاسم إلى «أبالوزا». وقد فقدت قبيلة نير بيرس معظم خيولها بعد حرب نيز بيرس في عام 1877، وتدهورت السلالة لعدة عقود. وحافظت مجموعة صغيرة من مربي السلالات المهتمين بالأمر على سلالة أبالوزا كسلالة مميزة حتى تم تكوين نادي خيول أبالوزا (ApHC) ليكون بمثابة السجل للسلالات في عام 1938. وتحافظ السلالة الحديثة على ارتباطها وتعقبها مؤسسة الخيول الأصيلة التابعة للسجل، ولها كتاب مفتوح للمزارع يسمح بإضافة بعض سلالات الخيول الأصلية وخيول كوارتر (Quarter) الأمريكية والخيول العربية.
واليوم، تعد أبالوزا واحدة من أشهر السلالات في الولايات المتحدة، وقد تم اعتبارها الحصان الرسمي لولاية إيداهو في عام 1975. وهي تشتهر بشدة على أنها حصان أصيل يستخدم في مجموعة من مسابقات الفروسية في الغرب، إلا أنها كذلك عبارة عن سلسلة تتسم بالتنوع حيث تظهر أعضاؤها في العديد من أنواع أنشطة الفروسية. وقد ظهرت خيول أبالوزا في العديد من الأفلام ومن بينها تعويذة سيمينول ولاية فلوريدا. وقد أثرت أسلاف أبالوزا على سلالات الخيول الأخرى، بما في ذلك سلالة بوني (Pony) من الأمريكتين وخيول نيز بيرس بالإضافة إلى العديد من سلالات الخيول السريعة.

## الحواشي
1. ↑  "معلومات عن أبالوزا على موقع britannica.com". britannica.com. مؤرشف من الأصل في 2018-10-05.

## وصلات خارجية
- The Appaloosa Horse Club
- American Appaloosa Association
- Appaloosa Horse Club of Canada
- Appaloosa Horse Club of Denmark
- Appaloosa Horse Club of Germany
- American Appaloosa Horse Club Holland
- Appaloosa Horse Association of New Zealand
- Appaloosa Horse Club of the United Kingdom